# Бартоломью, Аллен
Аллен Остин Бартоломью (англ. Allen Austin Bartholomew, 23 октября 1925, Подмандатная Палестина — 19 июня 2004, Мельбурн) — австралийский судебный психолог и криминолог, сыгравший важную роль в развитии криминологии в Австралии.

## Карьера
В 1967 году Бартоломью провёл переговоры с Мельбурнским университетом о создании Австралийского и Новозеландского общества криминологии (ANZSOC) и его официального журнала — Австралийского и новозеландского журнала криминологии. С 1968 по 1980 год он был первым главным редактором журнала.
В его честь ANZSOC и SAGE Publications совместно награждают лучшую статью года, опубликованную в Journal of Criminology, премией Аллена Остина Бартоломью.